# Pleuromeris pygmaea
Pleuromeris pygmaea is een tweekleppigensoort uit de familie van de Carditidae. De wetenschappelijke naam van de soort is voor het eerst geldig gepubliceerd in 1951 door Kuroda & Habe.